# Samuel Fleet Speir

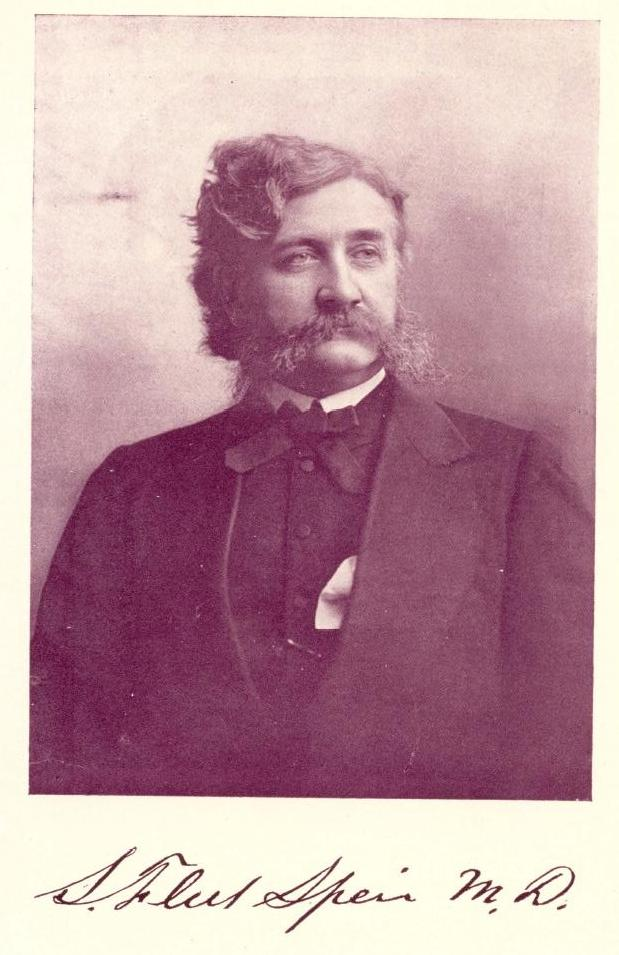
Samuel Fleet Speir

Samuel Fleet Speir (ur. 9 kwietnia 1838 w Brooklynie, zm. 18 grudnia 1895 w Brooklynie) – amerykański lekarz, chirurg.

## Życiorys
Urodził się 9 kwietnia 1838 w Brooklynie, jako syn kupca Roberta Speira i Hannah Fleet, córki Samuela Fleeta. Przodkiem od strony matki był kapitan Thomas Fleet, który przybył do Stanów w 1650 roku i osiadł w Newport.
Ukończył Polytechnic Institute, następnie uczył się u Benjamina Dwighta. Od 1857 studiował medycynę na University of New York. Studia ukończył w 1860 roku z wyróżnieniem, nagrodzony złotym medalem Motta i Nagrodą Van Burena. Kapituła szpitala Bellevue przyznała mu Nagrodę Wooda. Kolejne półtora roku spędził w podróży po klinikach w Europie. Przywiózł ze sobą m.in. wiedzę o zastosowaniu gipsu i łubków w złamaniach (techniki te dopiero zdobywały wówczas popularność). W 1865 roku, razem z trzema asystentami na prośbę komisji zdrowotnej dołączył do Armii Potomaku na froncie. Później ponownie wyjechał za granicę, gdzie zdobywał wiadomości z zakresu otologii i okulistyki.
W 1864 zdobył złoty medal American Medical Association za pracę o patologii żółtaczki. W 1871 ogłosił cenioną pracę na temat zatrzymywania krwotoków tętniczych. Metoda Speira trafiła do podręczników chirurgii. W tym samym roku zaprezentował własny model stetoskopu („echoscope”). Od 1863 do 1864 był demonstratorem anatomii w Long Island College Hospital. Praktykował przez 28 lat jako lekarz, chirurg, kurator i „mikroskopista” w Brooklyn Hospital; zrezygnował w kwietniu 1895 roku. Od 1863 członek Kings County Medical Society. Należał do American Medical Association, New York State Medical Society, uczestniczył w międzynarodowym kongresie medycznym w Filadelfii w 1876 roku.
Zajmował się działalnością dobroczynną, założył Seaside Home for Children i Helping Hand Dispensary. Za jego sprawą powstał Robins Island Club, którego przez jedenaście lat był przewodniczącym. Był członkiem Hamilton Club, Brooklyn Club i Crescent Club.
W 1869 ożenił się z Francis Sophią Hageman, córką Petera A. Hagemana z Nowego Jorku. Mieli syna (zmarł w dzieciństwie) i córkę Genevieve. Żona cierpiała na „melancholię”, w sierpniu 1895 podjęła nieudaną próbę samobójczą przy pomocy brzytwy.
Zmarł rankiem 18 grudnia 1895 roku w swoim mieszkaniu przy 162 Montague Street, po siedmiu miesiącach od rozpoznania choroby nowotworowej.

## Prace
- The Pathology of Jaundice (1863)
- The Use of the Microscope in the Differential Diagnosis of Morbid Growth (1871)
- New Method of Arresting Hemorrhage by the Use of the Artery Constrictor